# Слепые пятна (телесериал)
«Слепые пятна» (англ. Blindspotting) — американский комедийно-драматический телесериал, являющийся спин-оффом одноимённого фильма 2018 года. Премьера сериала состоялась 13 июня 2021 года на телеканале Starz.
Сериал был создан и спродюсирован Рафаэлем Касалем и Давидом Диггзом, создателями оригинального фильма. Главные роли в сериале исполнили Жасмин Сифас Джонс, Джейлен Баррон, Кендес Николас-Липпман, Бенджамин Эрл Тёрнер и Аттикус Вудворд.
В октябре 2021 года сериал был продлён на второй сезон, премьера которого состоялась 14 апреля 2023 года. В сентябре 2023 года сериал был закрыт после двух сезонов.

## Сюжет
Действие сериала разворачивается спустя полгода после событий фильма. Майлз, 12-летний партнёр Эшли и отец их сына, внезапно попадает в тюрьму, и ей приходиться справляться с экзестенциальным кризисом, когда её сын Шон вынужден переехать к ней и сводной сестре Майлза.

## В ролях

### Главные
- Жасмин Сифас Джонс — Эшли Роуз
- Джейлен Баррон — Триш
- Кендес Николас-Липпман — Джанелль
- Бенджамин Эрл Тёрнер — Эрл
- Аттикус Вудворд — Шон
- Рафаэль Касаль — Майлз

### Второстепенные
- Хелен Хант — Рейни
- Джастин Чу-Кэри — Роб
- Эйприл Абсинт — Жак Баско
- Марго Холл — Нэнси
- Эндрю Чаппелль — Скотти
- Лил Бак — Бак
- Джон Бугз — Бугз
- Энтони Рамос — Йорки
- Лэнс Холлоуэй — Кадди
- Лиленд Орсер — Карл
- Давид Диггз — Коллин
- Кэтлин Симон Смит — Тина
- Тамера Томакили — Джун
- Чейз Уильямсон — Микки
- Тимоти ДеЛаГетто — Фредди

## Сезоны
| Сезон | Серии | Серии | Даты показа    | Даты показа     |
| Сезон | Серии | Серии | Первая серия   | Последняя серия |
| ----- | ----- | ----- | -------------- | --------------- |
| 1     | 8     | 8     | 13 июня 2021   | 8 августа 2021  |
| 2     | 8     | 8     | 14 апреля 2023 | 26 мая 2023     |

## Эпизоды

### Сезон 1(2021)
| № общий | № в сезоне | Название                                        | Режиссёр       | Автор сценария              | Дата премьеры  | Зрители в США (млн) |
| ------- | ---------- | ----------------------------------------------- | -------------- | --------------------------- | -------------- | ------------------- |
| 1       | 1          | «Испытание» «The Ordeal»                        | Сет Манн       | Рафаэль Касаль, Давид Диггз | 13 июня 2021   | TBA                 |
| 2       | 2          | «Смэшли Роуз» «Smashley Rose»                   | Сет Манн       | Рафаэль Касаль, Давид Диггз | 20 июня 2021   | TBA                 |
| 3       | 3          | «Правило трёх» «The Rule of Three»              | Аврора Герреро | Присцила Гарсия-Жакьер      | 27 июня 2021   | TBA                 |
| 4       | 4          | «Четверо мошенников» «The Four Hustlateers»     | Аврора Герреро | Рафаэль Касаль, Давид Диггз | 4 июля 2021    | TBA                 |
| 5       | 5          | «Пляжи будут потрясающими» «Beaches Be Trippin» | Эрин Фили      | Аланна Браун                | 18 июля 2021   | TBA                 |
| 6       | 6          | «Призрачный отец» «Ghost Dad»                   | Пит Чатмон     | Нила Мумин                  | 25 июля 2021   | 0.088               |
| 7       | 7          | «Шонни Дарко» «Seannie Darko»                   | Анджела Барнс  | Бенджамин Эрл Тёрнер        | 1 августа 2021 | TBA                 |
| 8       | 8          | «Женись или умри» «Bride or Die»                | Рафаэль Касаль | Рафаэль Касаль, Давид Диггз | 8 августа 2021 | 0.066               |

### Сезон 2(2023)
| № общий | № в сезоне | Название                                                          | Режиссёр        | Автор сценария               | Дата премьеры  | Зрители в США (млн) |
| ------- | ---------- | ----------------------------------------------------------------- | --------------- | ---------------------------- | -------------- | ------------------- |
| 9       | 1          | «Самолёты, поезда и автомобили» «Planes, Trains, and Automobiles» | Рафаэль Касаль  | Бриттани Миллер              | 14 апреля 2023 | TBA                 |
| 10      | 2          | «Жизнь слишком коротка» «Life Is Too Short»                       | Рафаэль Касаль  | Бенджамин Эрл Тёрнер         | 14 апреля 2023 | TBA                 |
| 11      | 3          | «Н*ггаз и Иисус» «N*ggaz and Jesus»                               | Джесс У. Калдер | Рафаэль Касаль, Давид Диггз  | 21 апреля 2023 | TBA                 |
| 12      | 4          | «Правдами и неправдами» «By Hook or by Crook»                     | Джесс У. Калдер | Сара ЛаБри                   | 28 апреля 2023 | TBA                 |
| 13      | 5          | «Каратэ поцелуй» «Karate Kiss»                                    | Блэкхорс Лоу    | Обехи Дженис                 | 5 мая 2023     | 0.064               |
| 14      | 6          | «Хороший, плохой и Тиззли» «The Good, the Bad, and the Thizzly»   | Рафаэль Касаль  | Санджай Шах                  | 12 мая 2023    | TBA                 |
| 15      | 7          | «Мясной фестиваль» «Meatfest»                                     | Даррел Вудард   | Ниеша Литтлджон, Сьюзэн Парк | 19 мая 2023    | TBA                 |
| 16      | 8          | «Возвращение в Итаку» «Return to Ithaca»                          | Рафаэль Касаль  | Рафаэль Касаль, Давид Диггз  | 26 мая 2023    | 0.093               |

## Производство

### Разработка
В сентябре 2020 года было объявлено, что телеканал Starz заказал спин-офф фильма «Слепые пятна» в формате сериала с Жасмин Сифас Джонс в главной роли, в то время как создатели оригинального фильма, Рафаэль Касаль и Давид Диггз были назначены исполнительными продюсерами и сценаристами сериала. Производством сериала занимались компании Lionsgate Television, Dreams with Friends Inc. и Shoot Entertainment. В декабре 2020 года к актёрскому касту сериала присоединились Бенджамин Эрл Тёрнер, Аттикус Вудворд, Джейлен Баррон, Кендес Николас-Липпман и Хелен Хант в главных ролях и Рафаэль Касаль и Джастин Чу-Кэри в эпизодических ролях.
Основные съёмки сериала стартовали в декабре 2020 года. Съёмки первого сезона проходили в марте 2021 года в штате Калифорния, США.
14 октября 2021 года сериал был продлён на второй сезон. Производство второго сезона официально завершилось 28 апреля 2022 года.
25 сентября 2023 года сериал был закрыт после двух сезонов.

### Музыка
На должности композиторов были назначены Амброз Акинмузир и Михаил Езерский. Они создавали музыку для сопровождения диалогов, стихов, танцев и других сцен, показанных в сериале. Чуть позднее Акинмузир и Езерский описывают этот опыт как «очень редкую возможность для саундтрека стать основным языком драматического телевизионного контента».

## Критика
В 2023 году «Слепые пятна» были отмечены премией Primetime Emmy Award за    лучшую хореографию (Джон Бугз).
На сайте-агрегаторе Rotten Tomatoes сериал получил высшую оценку в 100 % на основе 26 рецензий со стороны критиков. Консенсус сайта гласит: «Редкая адаптация, превосходящая исходный материал, „Слепые пятна“ ловко используют сложные социальные конструкции с комедийным колоритом, создавая шоу, столь же забавное, сколь и острое, и давая его невероятному ансамблю, возглавляемому очаровательной Жасмин Сифас Джонс, достаточно места для блистания».
На сайте Metacritic сериал получил высокую оценку в 76 баллов из 100 на основе 5 рецензий со стороны критиков, что указывает на «в целом положительные отзывы».